# Idan Vered
Idan Vered (עידן ורד en hébreu), né le 25 mai 1989 à Ramat Gan, est un footballeur israélien. Évoluant au poste de milieu de terrain, il joue avec l'Hapoël Petah-Tikva.

## Biographie
Idan Vered participe à la Ligue des champions et à la Ligue Europa. En Ligue des champions, il inscrit un but contre le club slovène de Maribor en août 2011.

## Palmarès
- Champion d'Israël en 2008 avec le Beitar Jérusalem et en 2011 avec le Maccabi Haïfa
- Champion de Serbie en 2016 avec l'Étoile rouge de Belgrade
- Vainqueur de la Coupe d'Israël en 2009 avec le Beitar Jérusalem
- Vainqueur de la Coupe de la Ligue israélienne en 2010 avec le Beitar Jérusalem